# Edward Allington
Edward Allington (Troutbeck Bridge, Westmorland; 24 de junio de 1951-21 de septiembre de 2017) fue un artista y escultor inglés.

## Datos biográficos
Estudió en el College de Arte de Lancaster (1968-71), en el  Central Saint Martins College de Arte y Diseño, de  Londres (1971-74), y en el Royal College de Arte (1983-84). Ganó el Premio John Moores en la "Exhibición de Liverpool " en 1989, fue Gregory Fellow en Escultura en la Universidad de Leeds 1991-93 y Research Fellow en escultura en la Universidad Metropolitana de Mánchester en 1993. Recibió un premio de arte para trabajar en la British School en Roma en 1997.
Su trabajo fue incluido en la exposición colectiva "Objetos y Esculturas" en el Instituto de Artes Contemporáneos en 1981 y en 'The Sculpture Show' en la Galería Hayward de 1983. Expuso ampliamente en los Estados Unidos, Japón y en toda Europa.

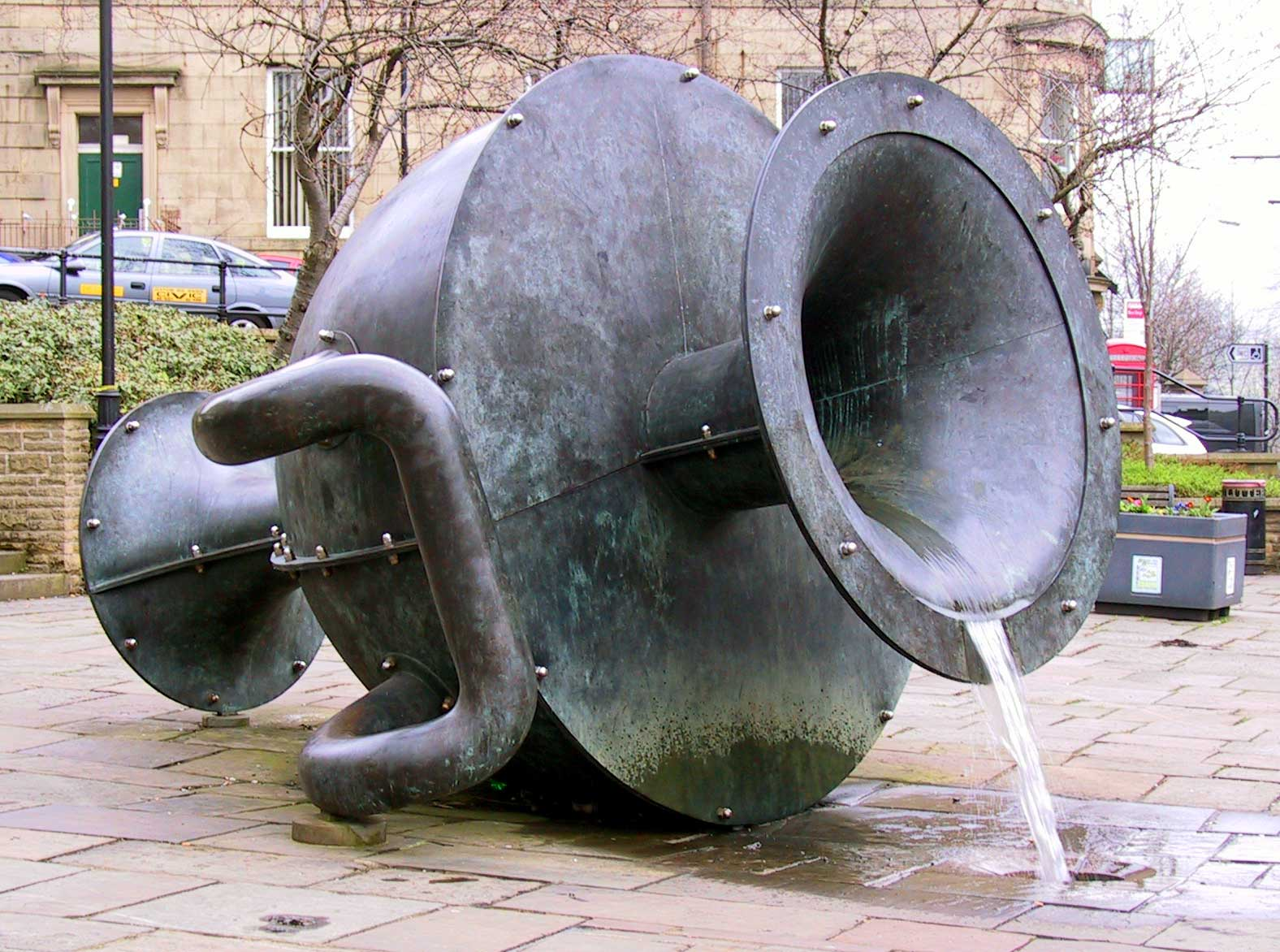
Escultura de Alligton titulada "Florero inclinado", en el centro de Ramsbottom.

El trabajo de Allington está influenciado por su interés en el mundo clásico de Grecia y Roma y, a menudo incluye referencias a detalles arquitectónicos y artefactos antiguos. Expuso en museos y galerías de arte de todo el mundo y está representado en importantes colecciones nacionales e internacionales. Edward Allington vivía y trabajaba en Londres, y daba clases en la Slade School of Fine Art, University College de Londres. 

## Colecciones
- La Tate Gallery[4]
- El Victoria and Albert Museum
- El Irish Museum of Modern Art
- El Museo de la Prefectura de Nagoya, Japón.
- Leeds City Art Gallery, Leeds, Inglaterra.

## Obras públicas
- Fallen Pediment (Piano) 1994
Cass Sculpture Foundation,  Hat Hill Copse, Goodwood, West Sussex, Inglaterra.[5][6]50°52′20″N 0°44′21″E / 50.87222, 0.73917

- The Tilted Vase (Jarrón o florero inclinado) 1998
Ramsbottom Lancashire[7] 53°38′56″N 2°19′6″O / 53.64889, -2.31833

- Three Doors, One Entrance (tres puertas, una entrada) 1999
vestíbulo del Milton Keynes Theatre . Milton Keynes Inglaterra.[8]52°2′37″N 0°44′57″E / 52.04361, 0.74917
- Cochlea (Cóclea) 2000
Jesus College, Cambridge, Inglaterra.[2] 52°12′33″N 0°7′27″E / 52.20917, 0.12417

- The Algorithm (algoritmo) 2005
University College Hospital , Londres[9] 51°31′30″N 0°8′11″E / 51.52500, 0.13639